# Memos Iōannou
Agamemnōn Iōannou, detto Memos (in greco Αγαμέμνων "Μέμος" Ιωάννου?; Atene, 15 aprile 1958), è un ex cestista e allenatore di pallacanestro greco.

## Carriera
Con la Grecia ha disputato i Campionati europei del 1987 e i Campionati mondiali del 1990.

## Palmarès

### Giocatore
- Campionato greco: 6

Panathinaikos: 1974-75, 1976-77, 1979-80, 1980-81, 1981-82, 1983-84
- Coppa di Grecia: 5

Panathinaikos:	1979, 1982, 1983, 1986
Aris Salonicco: 1991-92
- Coppa delle Coppe - Coppa d'Europa: 2

PAOK Salonicco: 1990-91
Aris Salonicco: 1992-93